# Ben Bishop
Benjamin Manning „Ben“ Bishop III (* 21. November 1986 in Denver, Colorado) ist ein ehemaliger US-amerikanischer Eishockeytorwart. Zwischen 2008 und 2020 bestritt er 413 Partien für fünf Teams in der National Hockey League (NHL), wobei er zum Großteil für die Tampa Bay Lightning und Dallas Stars aktiv war. Mit beiden Mannschaften erreichte er ein Stanley-Cup-Finale, war jedoch jeweils unterlegen. Mit der Nationalmannschaft der USA gewann er die Bronzemedaille bei der Weltmeisterschaft 2013.

## Karriere
Ben Bishop begann seine Karriere als Eishockeyspieler bei den Texas Tornado aus der North American Hockey League, mit denen er 2005 den Robertson Cup gewann. Anschließend wurde er im NHL Entry Draft 2005 in der dritten Runde als insgesamt 85. Spieler von den St. Louis Blues ausgewählt.
Zunächst verbrachte der Torwart jedoch drei Jahre in der Mannschaft der University of Maine in der Universitäts- und Collegeliga Hockey East. Gegen Ende der Saison 2007/08 gab der US-Amerikaner sein Debüt im professionellen Eishockey für St. Louis’ Farmteam, die Peoria Rivermen aus der American Hockey League. In der folgenden Spielzeit stand Bishop erstmals in der National Hockey League für die Blues zwischen den Pfosten, verbrachte jedoch erneut den Großteil der Saison bei den Peoria Rivermen in der AHL, in deren Kader er auch während der folgenden zwei Spielzeiten stand.
Am 26. Februar 2012 transferierten ihn die St. Louis Blues im Austausch für ein Zweitrunden-Wahlrecht im NHL Entry Draft 2013 zu den Ottawa Senators. Diese gaben ihn zur Trade Deadline am 3. April 2013 an die Tampa Bay Lightning ab. Dort avancierte der US-Amerikaner in den folgenden vier Jahren zum Stammtorwart und erreichte mit dem Team im Frühjahr 2015 die Finalserie um den Stanley Cup, wo man jedoch den Chicago Blackhawks unterlag. Nachdem er in der Saison 2016/17 eine schwächere Phase durchlebte und sein Vertrag am Saisonende auslief, trennten sich die Lightning von ihm und transferierten ihn sowie ein Fünftrunden-Wahlrecht im NHL Entry Draft 2017 zu den Los Angeles Kings. Im Gegenzug erhielt Tampa die Spieler Peter Budaj und Erik Černák sowie ein Siebtrunden- und ein konditionales Wahlrecht im selben Draft. Zudem übernahm Bishops Ex-Klub für den Rest der Spielzeit ein Fünftel seines Gehalts.
Bei den Kings beendete Bishop die Saison 2016/17 mit sieben Einsätzen, bevor er im Mai 2017 im Tausch für ein Viertrunden-Wahlrecht im NHL Entry Draft 2017 an die Dallas Stars abgegeben wurde. Die Stars sicherten sich damit allerdings vorerst nur die Verhandlungsrechte an dem US-Amerikaner, dessen Vertrag zum 1. Juli 2017 auszulaufen drohte. Schließlich unterzeichnete Bishop wenige Tage später einen neuen Sechsjahresvertrag in Dallas, der ihm in diesem Zeitraum ein Gesamtgehalt von 29,5 Millionen US-Dollar einbringen soll. In der Spielzeit 2018/19 führte er die Torhüter der Liga mit einer Fangquote von 93,4 % an und platzierte sich mit einem Gegentorschnitt von 1,98 auf Rang zwei, sodass er neben Andrei Wassilewski und Robin Lehner für die Vezina Trophy als bester Torwart der NHL nominiert wurde. Diese gewann in der Folge Wassilewski, jedoch wurde Bishop nach 2016 zum zweiten Mal ins NHL Second All-Star Team gewählt.
In der Folgesaison 2019/20 erreichte er mit den Stars in den Playoffs 2020 sein zweites Stanley-Cup-Endspiel, unterlag dort jedoch abermals, seinem früheren Arbeitgeber aus Tampa, mit 2:4. Anschließend verpasste er die gesamte Spielzeit 2020/21 aufgrund eines Meniskusrisses, der auch eine Operation nötig machte. Sein Comeback gab er im Dezember 2021 bei den Texas Stars, dem AHL-Farmteam von Dallas, wobei er jedoch weiterhin anhaltende Knieprobleme hatte. Dies hatte letztlich das Ende seiner aktiven Karriere zur Folge. Insgesamt hatte Bishop 413 NHL-Spiele bestritten und dabei 222 Siege verzeichnet. Sein Vertrag wurde im Juni 2022 samt einem Siebtrunden-Wahlrecht im NHL Entry Draft 2022 an die Buffalo Sabres abgegeben, bevor er bereits im September 2022 in den Trainerstab der Dallas Stars aufgenommen wurde. Dort fungierte er fortan als „Player Development Coordinator“, bevor er nach seinem offiziellen Karriereende (durch Ende des Vertrages im Juni 2023) zum „Director of Player Development“ befördert wurde.

### International
Bishop nahm mit der US-Nationalmannschaft an der Weltmeisterschaft 2010 teil. In der Begegnung gegen Kasachstan hatte er dabei seinen einzigen Einsatz von 20 Minuten, bei dem er ohne Gegentor blieb.
Bei der Weltmeisterschaft 2013 in Stockholm und Helsinki war er erneut Teil der Nationalmannschaft und gewann mit dieser die Bronzemedaille. Ebenfalls zum Team USA gehörte er beim World Cup of Hockey 2016, bei dem die Mannschaft allerdings bereits in der Gruppenphase ausschied.

## Erfolge und Auszeichnungen
| - 2005 Robertson-Cup-Gewinn mit den Texas Tornado - 2005 NAHL First All-Rookie Team - 2006 Hockey East All-Rookie Team - 2008 Hockey East Second All-Star Team - 2012 Teilnahme am AHL All-Star Classic | - 2012 AHL All-Star Classic MVP - 2012 AHL Second All-Star Team - 2016 Teilnahme am NHL All-Star Game - 2016 NHL Second All-Star Team - 2019 NHL Second All-Star Team |

### International
- 2013 Bronzemedaille bei der Weltmeisterschaft

## Karrierestatistik

### International
Vertrat die USA bei:
- Weltmeisterschaft 2010
- Weltmeisterschaft 2013
- World Cup of Hockey 2016

(Legende zur Torhüterstatistik: GP oder Sp = Spiele insgesamt; W oder S = Siege; L oder N = Niederlagen; T oder U oder OT = Unentschieden oder Overtime- bzw. Shootout-Niederlage; Min. = Minuten; SOG oder SaT = Schüsse aufs Tor; GA oder GT = Gegentore; SO = Shutouts; GAA oder GTS = Gegentorschnitt; Sv% oder SVS% = Fangquote; EN = Empty Net Goal; 1 Play-downs/Relegation; Kursiv: Statistik nicht vollständig)